# 相模野站
相模野站（日语：／ Sagamino eki */?）是位於日本神奈川縣海老名市東柏谷，屬於相模鐵道本線的鐵路車站。車站編號是SO16。本站鄰近座間市和綾瀨市的市界。

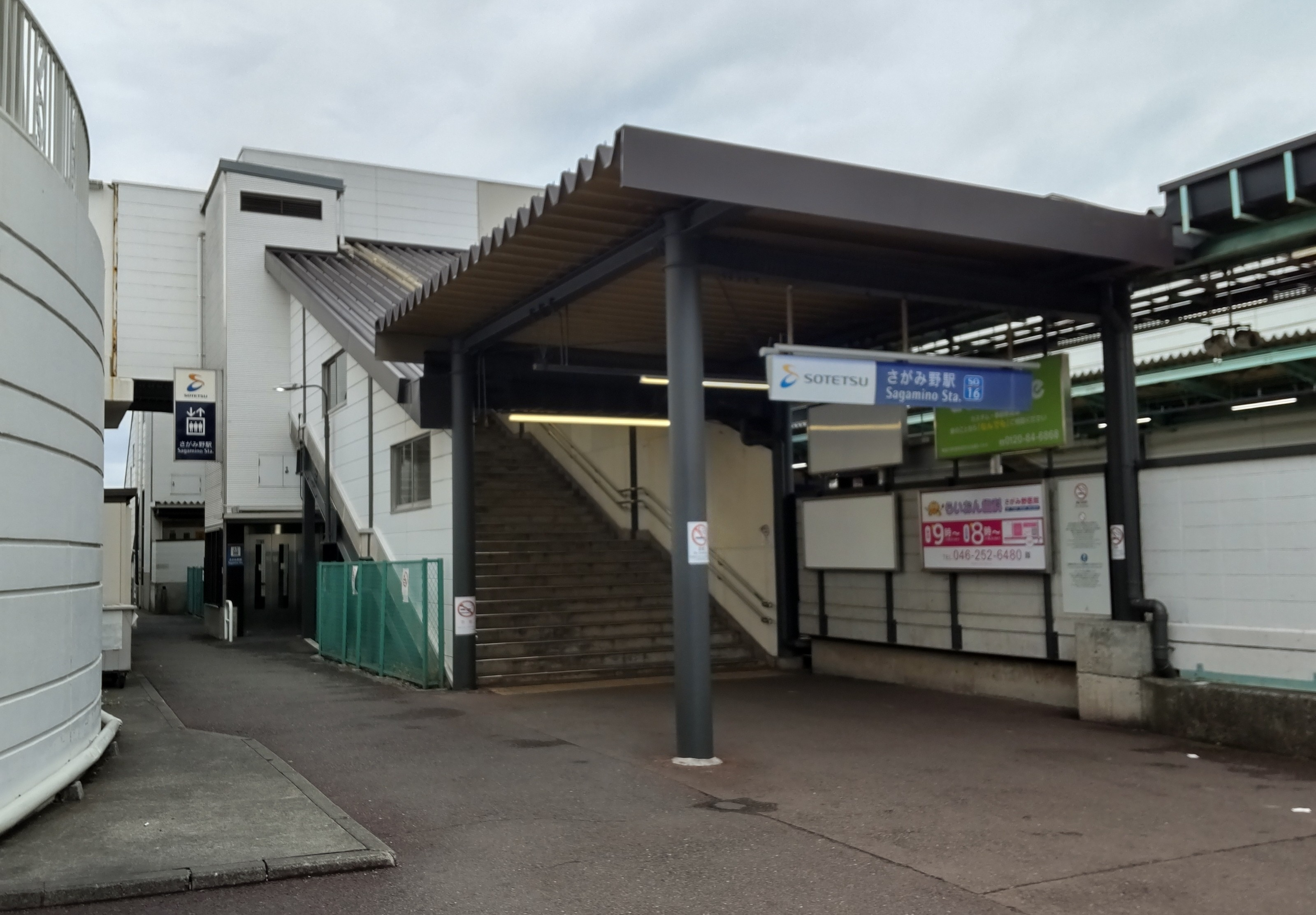
北口（2021年6月）

## 車站結構

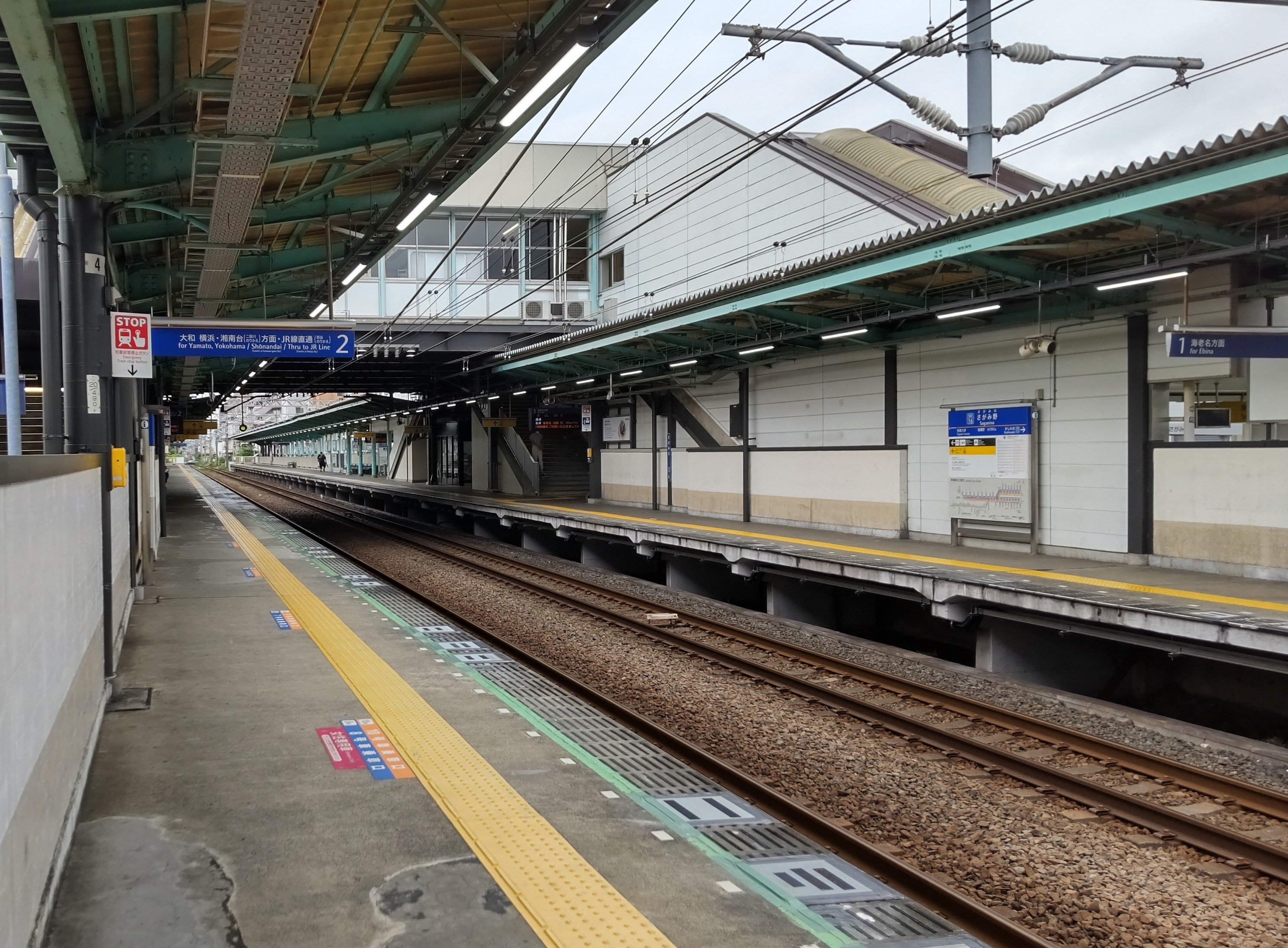
1號與2號月台（2021年6月）

本站為側式月台2面2線的地面車站，並設有跨站式站房；兩個月台的中央則各設有升降機和扶手電梯（只限上行）聯絡。本站在2008年更新導覽標識系統後以藍色作為基調。

### 月台配置
| 月台 | 路線 | 方向 | 目的地                         |
| ---- | ---- | ---- | ------------------------------ |
| 1    | 本線 | 下行 | 海老名方向                     |
| 2    | 本線 | 上行 | 大和、二俁川、橫濱、新橫濱方向 |

## 使用情況
- 相模鐵道 - 2016年度1日平均上下車人次為37,704人[利用客数 1]。
相模鐵道全部25個車站當中排行第8位。

近年1日平均上下、上車人次推移如下表。
| 年度               | 1日平均 上下車人次 | 1日平均 上車人次 | 來源                |
| ------------------ | ------------------ | ---------------- | ------------------- |
| 1995年（平成07年） |                    | 19,061           | [ 神奈川県統計 1 ]  |
| 1998年（平成10年） |                    | 18,447           | [ 神奈川県統計 2 ]  |
| 1999年（平成11年） | 35,455             | 18,059           | [ 神奈川県統計 3 ]  |
| 2000年（平成12年） |                    | 18,196           | [ 神奈川県統計 3 ]  |
| 2001年（平成13年） |                    | 18,311           | [ 神奈川県統計 4 ]  |
| 2002年（平成14年） |                    | 18,053           | [ 神奈川県統計 5 ]  |
| 2003年（平成15年） | 35,284             | 18,101           | [ 神奈川県統計 6 ]  |
| 2004年（平成16年） | 35,925             | 18,430           | [ 神奈川県統計 7 ]  |
| 2005年（平成17年） | 36,503             | 18,694           | [ 神奈川県統計 8 ]  |
| 2006年（平成18年） | 37,047             | 18,965           | [ 神奈川県統計 9 ]  |
| 2007年（平成19年） | 37,516             | 19,115           | [ 神奈川県統計 10 ] |
| 2008年（平成20年） | 37,658             | 19,114           | [ 神奈川県統計 11 ] |
| 2009年（平成21年） | 36,804             | 18,625           | [ 神奈川県統計 12 ] |
| 2010年（平成22年） | 36,926             | 18,648           | [ 神奈川県統計 13 ] |
| 2011年（平成23年） | 36,854             | 18,587           | [ 神奈川県統計 14 ] |
| 2012年（平成24年） | 37,189             | 18,732           | [ 神奈川県統計 15 ] |
| 2013年（平成25年） | 37,689             | 18,974           | [ 神奈川県統計 16 ] |
| 2014年（平成26年） | 37,221             | 18,682           | [ 神奈川県統計 17 ] |
| 2015年（平成27年） | 37,876             | 19,000           | [ 神奈川県統計 18 ] |
| 2016年（平成28年） | 37,704             |                  |                     |

## 站名由來
來自附近一帶寬闊的「相模野台地」。

## 相鄰車站
相模鐵道
 本線
■特急
通過
■急行、■快速、■各停（下行終點為海老名各停、上行的急行至二俁川各停、快速至鶴峰為止各停）
相模大塚（SO15）－相模野（SO16）－柏台（SO17）
此站－柏台站之間至1975年為止曾經存在大塚本町站。

## 外部連結
- 相模野 - 相模鐵道